# Милзински, Эрин
Эрин Милзински (англ. Erin Mielzynski, род. 25 мая 1990 года, Брамптон) — канадская горнолыжница, участница Олимпийских игр в Ванкувере, серебряный призёр чемпионате мира 2015 года в командных соревнованиях. Специализируется в слаломе. 
В Кубке мира Милзински дебютировала в ноябре 2009 года, тогда же первый раз в своей карьере попала в тридцатку лучших на этапе Кубка мира. 4 марта 2012 года сенсационно выиграла слалом в немецком Офтершванге, хотя до этого ни разу не попадала даже в 10-ку лучших на этапах Кубка мира. Для канадок эта победа стала первой в Кубке мира в слаломе с 1971 года. Лучшим достижением Милзински в общем зачёте Кубка мира является 42-е место в сезоне 2010/11.
На Олимпиаде-2010 в Ванкувере заняла 20-е место в слаломе.
На чемпионате мира 2011 года заняла 16-е место в слаломе.
Использует лыжи и ботинки производства фирмы Rossignol.

## Победы на этапах Кубка мира (1)
| № | Сезон   | Дата       | Место      | Дисциплина |
| - | ------- | ---------- | ---------- | ---------- |
| 1 | 2011/12 | 4 мар 2012 | Офтершванг | Слалом     |